# Johnny Brown (Schauspieler)
Johnny Brown (* 11. Juni 1937 in Saint Petersburg, Florida; † 2. März 2022 in Los Angeles, Kalifornien) war ein US-amerikanischer Schauspieler, Komiker und Sänger, der auch als Imitator von Louis Armstrong bekannt wurde.

## Leben
Brown wurde in Saint Petersburg im US-Bundesstaat Florida geboren und wuchs in Harlem auf, einem Viertel im Stadtbezirk Manhattan von New York City; dort ging er unter anderem mit dem späteren Schriftsteller Walter Dean Myers zur Schule.
Brown war seit 1961 mit June Russell verheiratet, mit der er zwei Kinder hatte; darunter die 1962 geborene Schauspielerin Sharon Catherine Brown und sein Sohn John Jr.
Am 2. März 2022, kurz nach einem Arzttermin zur Überprüfung seines Herzschrittmachers, brach er mit Kreislaufversagen zusammen und wurde noch während des Transports in das Krankenhaus für tot erklärt. Brown wurde 84 Jahre alt.

## Karriere
Seine Karriere begann, nachdem er einen Amateurwettbewerb im Apollo Theater in New York gewonnen hatte und zusammen mit seiner zukünftigen Frau June, dem Stepptänzer Gregory Hines Jr. und dem Schlagzeuger Gregory Hines Sr. in einem Nachtclub auftrat.

### Musiker
Ab 1958 war Brown mit Sam „The Man“ Taylor auf Tournee.
Im Februar 1961 veröffentlichte er – im Alter von 23 Jahren – sein erstes Album johnny brown mit den Titeln Walkin’, Talkin’, Kissin’ Doll und Sundown bei Columbia Records; der Veröffentlichung lag ein Einleger bei, der seinen bisherigen Werdegang beschrieb.
Seine nächste Platte erschien, nach einer ersten Veröffentlichung bei Crest Records, Anfang 1968 bei Atlantic Records mit den Titeln You’re Too Much in Love With Yourself und Don’t Dilly Dally, Dolly, wobei letzterer seine Fähigkeiten als Louis-Armstrong-Imitator unter Beweis stellte.

### Schauspieler
Während seiner Karriere wirkte Brown in vielen Bühnenproduktionen und Musicals mit und spielte auch am Broadway in New York City. Sammy Davis Jr. wurde zum Mentor von Brown und holte ihn als Zweitbesetzung für Godrey Cambridge in dessen Musical-Adaption von Clifford Odets’ Golden Boy; später übernahm er für mehr als 500 Aufführungen die Rolle des Ronnie. 1966 war er in dem Film A Man Called Adam als blinder Pianist zu sehen und spielte im selben Jahr im kurzlebigen Broadway-Stück Carry Me Back to Morningside Heights unter der Regie von Sidney Poitier.
Seine erste größere Rolle im Fernsehen hatte er als regelmäßiges Mitglied des US-amerikanischen Sketch-Comedy-Fernsehformats Rowan & Martin’s Laugh-In, das zwischen 1968 und 1973 ausgestrahlt wurde.
1970 folgte eine kleine Rolle in dem Neil-Simon-Film Nie wieder New York mit Jack Lemmon und Sandy Dennis in den Hauptrollen, in dem er einen Speisewagen-Kellner spielte. Er blieb in Los Angeles und war zu dieser Zeit auch in der Leslie Uggams Show zu sehen.
Einem breiten Publikum wurde Brown durch die Verkörperung des Hausmeisters Nathan Bookman in der Sitcom Good Times ab 1975 bekannt; er spielte die Rolle bis zur Einstellung der Serie im Jahr 1979.
Im Jahr 1997 sprach Brown die Einleitung des Albums Comedy Stew: The Best of Redd Foxx. In ihr erzählte Brown, dass Norman Lear ihn für die Rolle des Lamont Sanford in Sanford and Son vorgesehen hatte, er aber wegen seines derzeitigen Engagements bei Rowan & Martin’s Laugh-In nicht zur Verfügung stand; die Rolle erhielt stattdessen Demond Wilson.
1999 war er in zwei Folgen der Nickelodeon-Kinderserie Kenan & Kel zu sehen. Neben der Arbeit auf der Bühne und vor der Kamera war Brown auch in mehreren Fernseh-Werbespots zu sehen, beispielsweise für den Stift-Hersteller Papermate und McDonald’s.
Im deutschen Sprachraum wurde Johnny Brown unter anderem von Stefan Gossler und Bernd Schramm synchronisiert.

## Filmografie (Auswahl)

### Film
- 1966: A Man Called Adam
- 1970: Nie wieder New York
- 1974–1975: The Fireman’s Ball (Fernsehfilm)
- 1978: The Wiz – Das zauberhafte Land
- 1981: Body and Soul
- 1982: Der Geisterflieger
- 1999: Lebenslänglich
- 1999: Jackie’s Back! (Fernsehfilm)
- 2001: Stadt, Land, Kuss
- 2004: The Old Negro Space Program (Kurzfilm)
- 2007: Lord Help Us
- 2007: I’m Through with White Girls
- 2008: Man in the Mirror
- 2012: In Da Cut the Movie

### Fernsehen
- 1969: The Leslie Uggams Show
- 1969: Julia
- 1970–1971: Wo die Liebe hinfällt
- 1970–1972: Rowan & Martin’s Laugh-In
- 1973: Wo alle Wege enden
- 1973: Maude
- 1973: California Cops – Neu im Einsatz
- 1974: Lotsa Luck!
- 1975: Get Christie Love!
- 1975: The Ghost Busters
- 1975: The Lost Saucer
- 1975–1979: Good Times
- 1976: Die Zwei von der Tankstelle
- 1976: Monster Squad
- 1979: Rickety Rocket
- 1979–1980: The Plastic Man Comedy/Adventure Show
- 1982: Gimme a Break!
- 1982: Archie Bunker’s Place
- 1982: Die Jeffersons
- 1982: Nachdenkliche Geschichten
- 1983: Fantasy Island
- 1987: Punky Brewster
- 1988: Das Model und der Schnüffler
- 1989: 227
- 1993: Out All Night
- 1994: Martin
- 1995: Alle unter einem Dach
- 1995: On Our Own
- 1995: Echt super, Mr. Cooper
- 1995: Sister, Sister
- 1996: Der Hotelboy
- 1996–1997: The Wayans Bros.
- 1998: Ein Hauch von Himmel
- 1999: Cousin Skeeter
- 1999: The Parent ’Hood
- 1999: Kenan & Kel
- 2003: Die Parkers
- 2003: Baby Bob
- 2008: Alle hassen Chris

## Theater (Auswahl)
- 1964–1966: Golden Boy (Broadway-Musical, Majestic Theatre)
- 1968: Carry Me Back to Morningside Heights (Broadway, John Golden Theatre)
- 1980er: The Gospel Truth (Musical-Comedy, Tourneetheater)[5]